# Онтология
Онтоло́гия (новолат. ontologia от др.-греч. ὄν, род. п. ὄντος — сущее, то, что существует + λόγος — учение, наука) — учение о сущем; учение о бытии как таковом; раздел философии, изучающий фундаментальные принципы бытия, его наиболее общие сущности и категории, структуру и закономерности. 
Философское учение об общих категориях и закономерностях бытия, существующее в единстве с теорией познания и логикой. Иногда термин «онтология» (метафизика бытия) употребляется в противоположность термину «генология» (метафизика единого).

## Онтология как теория

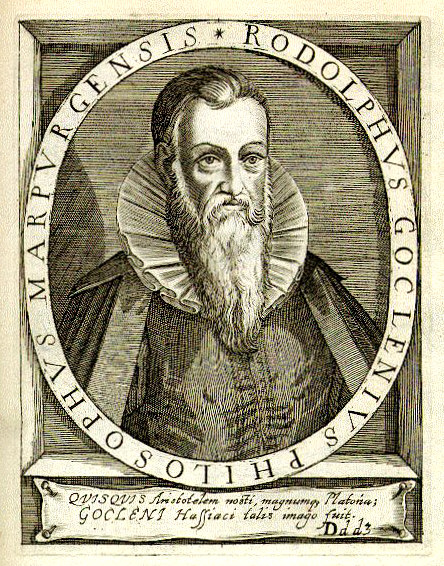
Рудольф Гоклениус, автор словаря, в котором впервые появляется термин «онтология»

### Что такое онтология?
Основной вопрос онтологии — «Что существует?»
Основные понятия онтологии: бытие, сущее, структура, свойства, формы бытия (материальное, идеальное, экзистенциальное), пространство, время, движение.
Онтология, таким образом, представляет собой попытку наиболее общего описания универсума существующего, который не ограничивался бы данными отдельных наук и, возможно, не сводился бы к ним.
Иное понимание онтологии даёт американский философ Уиллард Куайн: в его терминах, онтология — это содержание некоторой теории, то есть объекты, которые постулируются данной теорией в качестве существующих.

### Развитие онтологии

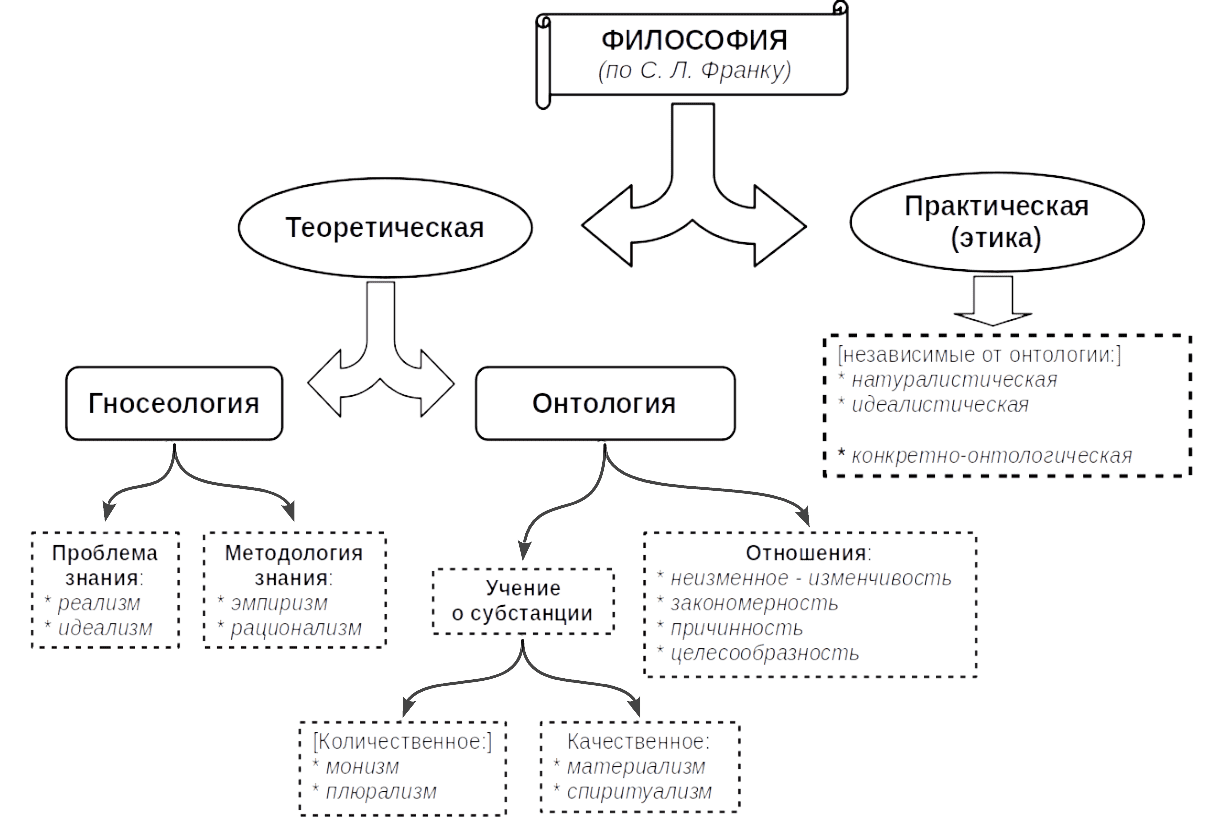
Схема философии по С. Л. Франку

#### Античность
Вопросы онтологии — это древнейшая тема европейской философии, восходящая к досократикам и особенно Пармениду. Важнейший вклад в разработку онтологической проблематики внесли Платон и Аристотель.

#### Средние века
В средневековой философии центральное место занимала онтологическая проблема существования абстрактных объектов (универсалий).

#### Возникновение термина
В научный оборот понятие вводит немецкий философ и педагог Якоб Лорхард. В 1606 году он опубликовал произведение Ogdoas scholastica, в котором впервые фигурировало слово «ontologia». Термин «онтология» был включён Рудольфом Гоклениусом в 1613 году в его «Философский словарь» («Lexicon philosophicum, quo tanquam clave philisophiae fores aperiunter. Francofurti») и чуть позже — Иоганом Клаубергом в 1656 году в работе «Metaphysika de ente, quae rectus Ontosophia», предложившем его (в варианте «онтософия») в качестве эквивалента понятию «метафизика».
В практическом употреблении термин был закреплён Христианом фон Вольфом, явно разделившим семантику терминов «онтология» и «метафизика».

#### XX век
В философии XX века специально онтологической проблематикой занимались такие философы как Николай Гартман («новая онтология»), Мартин Хайдеггер («фундаментальная онтология») и другие. Особый интерес в современной философии вызывают онтологические проблемы сознания.
Карл Поппер сформулировал концепцию трёх миров: 
1. Мир физических объектов и состояний.
2. Мир психических и ментальных состояний сознания.
3. Мир объективного содержания мышления. Сюда входят содержание научных гипотез, литературные произведения и другие не зависящие от субъективного восприятия объекты[8].

## Предмет онтологии
- Основным предметом онтологии является сущее, бытие, которое определяется как полнота и единство всех видов реальности: объективной, физической, субъективной, социальной и виртуальной.
- Реальность с позиции идеализма традиционно делится на материю (материальный мир) и дух (духовный мир, включая понятия души и Бога). С позиции материализма подразделяется на косную, живую и социальную материю.
- Бытие как то, что можно мыслить, противопоставляется немыслимому ничто (а также ещё-не-бытию возможности в философии аристотелизма). В XX веке в экзистенциализме бытие интерпретируется через бытие человека, поскольку он обладает способностью мыслить и вопрошать о бытии. Однако в классической метафизике под бытием понимается Бог. Человек, как бытие, обладает свободой и волей.

## Онтология в точных науках
В информационных технологиях и компьютерных науках под онтологией подразумевается явное описание множества объектов и связей между ними (концептуализация): англ. Ontology is the theory of objects and their ties.
Формально онтология состоит из следующих элементов:
- понятий, организованных в таксономию;
- их определений;
- правил вывода.

### Типы онтологий
- мета-онтологии — описывают наиболее общие понятия, которые не зависят от предметных областей;
- онтология предметной области — формальное описание предметной области, которое обычно применяется для того, чтобы уточнить понятия, определённые в мета-онтологии (если используется), и/или определить общую терминологическую базу предметной области;
- онтология конкретной задачи — онтология, определяющая общую терминологическую базу, относящуюся к задаче или проблеме;
- сетевые онтологии — часто используются для описания конечных результатов действий, выполняемых объектами предметной области или задачи.

## Метаонтология
Метаонтология представляет собой дисциплину, изучающую природу онтологических проблем, а также понятия и методы, используемые в онтологии. Онтология задается вопросами первого порядка – вопросами о том, что есть, что существует. Метаонтология поднимается на ступень выше и задает вопросы о самой онтологии, о том, чем именно заняты онтологи, когда они ищут ответы на свои вопросы, что эти вопросы означают и как на них следует отвечать. Что мы подразумеваем под вопросом «Что есть/существует?»? Что такое бытие и существование? Есть ли между ними разница?.